# Swing Out Sister
Gli Swing Out Sister sono un gruppo inglese nato nel 1985.
Tra i loro singoli vi sono Breakout, Surrender, Twilight World, Waiting Game e un remake di Am I the Same Girl. Anche se le vendite di album negli Stati Uniti ed in Europa si sono stabilizzate nei primi anni novanta, il gruppo continua ad attirare un fedele seguito di appassionati ed è molto popolare anche in Giappone.

## Storia del gruppo
La band era originariamente formata da Andy Connell (tastiere), Martin Jackson (batteria) e Corinne Drewery (voce); il nome del gruppo deriva da un film del 1945, Swing Out, Sister. Sia Connell che Jackson hanno suonato in altri gruppi prima di creare gli Swing Out Sister (A Certain Ratio e Magazine, rispettivamente) ed hanno iniziato a lavorare insieme nei Broken Glass, mentre Drewery lavorava come designer di moda prima di unirsi al gruppo.
Con il loro produttore, Paul Staveley O'Duffy, firmarono per la Mercury Records e pubblicarono il loro primo album, It's Better to Travel, il 11 maggio 1987, che è stato numero uno nel Regno Unito, album da cui sono stati tratti i singoli Breakout, che ha ottenuto una nomination ai Grammy Awards nel 1988, e Surrender. L'album è una miscela di jazz ed elettropop, con sezioni di fiati e sintetizzatori.
Jackson ha lasciato la band durante la registrazione del secondo album, Kaleidoscope World, pubblicato nel maggio 1989 con ottima accoglienza da parte della critica. Questo album è più pop e meno jazz in particolare per quanto riguarda i testi. Una delle ispirazioni per questo disco è stato il cantautore Jimmy Webb, artefice di alcune delle orchestrazioni dell'album.
Il terzo album, Get in Touch with Yourself, è stato pubblicato nel maggio 1992 e includeva una versione di un classico di Dusty Springfield intitolato I Am the Same Girl. La title track dell'album è una miscela di soul e pop degli anni '70.
The Living Return è il titolo del quarto album del gruppo, che è stato pubblicato nel settembre del 1994 ed è caratterizzato da uno stile completamente diverso rispetto ai tre precedenti. Paul O'Duffy è stato sostituito da Ray Haydenquien, che ha dato un suono più crudo alle canzoni. All'epoca Swing Out Sister era una formazione composta da dieci elementi.
Con l'eccezione del primo album, la band venne generalmente ignorata nelle classifiche pop sia degli Stati Uniti, sia degli altri paesi occidentali, ma il gruppo è diventato molto popolare in Giappone. La sua canzone "Now You're Not Here" è stata utilizzata come base per un programma televisivo, e ha ricevuto un premio chiamato "Grand Prix" (i Grammy giapponesi) per il miglior singolo internazionale nel 1997.
Il quinto album, Shapes and Patterns, è stato il primo del gruppo a essere lanciato inizialmente solo in Giappone, nel marzo 1997, e un anno dopo uscì anche in Europa e negli Stati Uniti. Filth and Dreams è stato pubblicato come sesto album della band in Giappone nel marzo 1999 e ha dimostrato la capacità del gruppo di sapersi reinventare. Fu l'unico album della band che non è stato pubblicato in nessun altro paese.
Somewhere Deep in the Night è stato pubblicato nel maggio 2001 in Giappone e successivamente in altre parti del mondo. Per molti è l'album con il suono più vicino a quello desiderato fin dall'inizio, con un mix tra jazz, soul e melodie soft. In questo periodo la Universal annullò il loro contratto e firmarono con Shananchie Entertainment.
L'album  Where Our Love Grows è uscito in Giappone nel mese di aprile 2004 e nel Regno Unito nel mese di luglio dello stesso anno. Questo album contiene un suono più jazz e meno pop, mostrando anche un allontanamento dai ritmi di influenze acid-jazz delle sue prime produzioni.
Il 10 novembre 2017 la band (trasformatasi in un duo) ha pubblicato sulla piattaforma PledgeMusic il nuovo album Almost Persuaded. che verrà pubblicato per il mercato discografico nel giugno del 2018.

## Discografia

### Album
- It's Better to Travel (1987)
- Kaleidoscope World (1989)
- Another Non Stop Sister (1989)
- Swing3 (1990)
- Splendid Collection (1991)
- Get in Touch with Yourself (1992)
- Swing Out Singles (1992)
- Live at the Jazz Café (1993)
- The Living Return (1994)
- The Best Of (1996)
- Shapes and Patterns (1997)
- Filth and Dreams (1999) - Japan only
- Somewhere Deep in the Night (2001)
- Where Our Love Grows (2004)
- Live in Tokyo (2005)
- Beautiful Mess (2008)
- Les Étrangers (2009)
- Almost Persuaded Archiviato il 13 novembre 2017 in Internet Archive. (2017)